# 이호인 (축구 선수)
이호인(1995년 12월 29일 ~ )은 대한민국의 축구 선수이다. 포지션은 수비수이며 현재 K리그2의 충남 아산 FC 소속이다.